# Жупанин Степан Ілліч
Степан Ілліч Жупанин (18 січня 1936 — 7 січня 2005) — український письменник, професор, доктор наук, педагог. Лауреат літературної премії імені Лесі Українки. Член Національної спілки письменників України від 1974 року. Заслужений працівник народної освіти України.

## Біографія
Степан Ілліч Жупанин народився 18 січня 1936 року в селі Іршаві (тепер місто Закарпатської області) в багатодітній сім'ї хліборобів Марії Петрівни та Ілька Андрійовича Жупанинів.
У дитинстві любив слухати оповіді про Довбуша, січових стрільців, про відьом і домовиків, водяників і лісовиків. Від батька навчився коломийок, умів грати на сопілці. А мати часто розповідала хлопчикові легенди, притчі, казки.
У школі Степан захопився ляльковим театром. У сьомому класі перед початком лялькової вистави Степан виконав власний вірш-пісеньку «Мак і бджілка», який пізніше ввійшов до першої книжки «Бджілка» (1959).
Навчався у Іршавській школі № 1. Після її закінчення працював інструктором у редакції районної газети «Нове життя», потім навчався в Ужгородському університеті. Закінчивши філологічний факультет Ужгородського університету в 1959 році, учителював в Ільниці Іршавського району та у м. Виноградів, де працював учителем і керував районним літературним об'єднанням «Пролісок».
У 1961 р.одружився з Терезією Михайлівною Копинець (Жупанин), в шлюбі з якою вони народили і виховали трьох дітей.
З 1970 по 1973 рр. Степан Ілліч Навчався в аспірантурі Науково-дослідного інституту педагогіки АПН України. Тоді ж захистив дисертацію «Естетичне виховання молодших школярів засобами пейзажної лірики».
П'ятнадцять років працював викладачем в Ужгородському університеті, де викладав українську літературу, психологію, працював завідувачем кафедри гуманітарних дисциплін.
З 1986 р. завідував кафедрою педагогіки і психології та суспільних дисциплін Закарпатського інституту вдосконалення кваліфікації вчителів (нині «Закарпатський інститут післядипломної педагогічної освіти»), де став доцентом, а пізніше професором і продовжував працювати на основній роботі в цьому інституті до кінця життя. В останні роки працював за сумісництвом і викладачем на Ужгородському факультеті Київського національного інституту культури і мистецтв та в Ужгородській класичній гімназії.
Степан Ілліч Жупанин був доктором педагогічних наук, професором, заслуженим працівником народної освіти України.
Сьогодні вірші С. Жупанина є в шкільній освітній програмі й надруковані у «Букварі» і «Читанці» — їх вивчають учні молодших класів всієї України.
Він — автор понад 500 публікацій наукового, науково-методичного характеру підручників, посібників та багатьох художніх дитячих творів.
Досліджував проблеми естетичного виховання, післядипломної освіти та дошкільного виховання.
У1994 р. вийшла монографія «Педагогічні основи формування в молодших школярів художнього образу природи».
Степан Ілліч викладацьку діяльність поєднував із літературною. Серед його творчого доробку чимало скоромовок, дитячих закличок, віршованих оповідань, що склали 25 збірок. Серед них: «На високій полонині», «Сестрички-смерічки» (1962), «Світле озерце» (1975), «Смерековий край» (1985), «Гірська стежинка» (1965), «Ватра» (1981), «Лісовий світанок» (1986), «Світлячок та бджілка» (1989), «На високій полонині» (1993), «Сто загадок» (1993).
Він продовжив у дитячій літературі Закарпаття традиції Олександра Духновича і Марійки Підгірянки.
Степан Ілліч був членом Спілки письменників України.
У 1995 р. указом президента України «за вагомий особистий внесок у соціально-економічний і культурний розвиток області, високу професійну майстерність та з нагоди 50-ї річниці возз'єднання Закарпаття з Україною» Степану Жупанину було присвоєно звання «Заслужений працівник народної освіти України».
Мелодійними поезіями Степан Жупанин привернув увагу композиторів. В одному з листів до нього композитор Анатолій Кос-Анатольський писав, що його вірші самі просяться на музику. Понад сто його віршів стали піснями. Покладені на музику дружиною Терезією Копинець-Жупанин, А. Філіпенком, А. Кос-Анатольським, Д. Задором, Б. Фільц, Л. Дичко, В. Теличком, В. Таловирею, М. Попенком, М. Чембержі, А. Рябчуном, І. Біликом, В.Габрон, І. Бочкаєм та ін. Побачили світ книжки пісень на його слова та музику А. Кос-Анатольського «Пісні для дітей» (1974), «Сонечко» (1983), «Журавлик» (1989), дитяча кантата на музику Лесі Дичко «Барвінок» (1983), збірка пісень для школярів «Ластів'ята» (1991), співаник для дітей «Закарпатські візерунки» (1993), куди ввійшло 117 творів.
Займається також перекладацькою роботою. Окремою книжечкою «Помандрую завтра в ліс» (1977) в його перекладах з'явилися вірші російського поета І. Мазніна.
У своїй книзі «Смерековий край» (1985) С. Жупанин відводить цілий розділ перекладам віршів знайомих йому дитячих поетів усіх республік тодішнього Союзу. Переклав з угорської ряд поезій Барбари Салаї, що живе на Закарпатті (Закарпат. правда. 1982. 8 верес.; 1986. 25 черв, та зб. Б. Салаї «Чарівний дзвіночок» (К., 1986).
Збірник віршів авторства Степана Жупанина «Пастушок»(«A Kisbojtar»), куди ввійшло 46 дитячих віршів поета, був перекладений на угорську мову Барбарою Салаї та іншими угорськомовними поетами і виданий у 1980 р.
Автор багатьох нарисів про людей Закарпаття, статей та рецензій про творчість Ю. Гойди, М. Томчанія, Параски Амбросій, В. Ладижця, Марійки Підгірянки, Барбари Салаї, Ольги Рішаеї та сучасних молодих письменників. Разом з П. Скунцем упорядкував своєрідну дитячу антологію поетичних творів письменників Закарпаття під назвою «Карпатська весна», яка вийшла 1982 р. в Братиславі.
Підготував читанку для молодших школярів «Сонячний світ» (1972) та збірку художніх творів для самостійного читання у початкових класах шкіл України з угорською, молдавською та польською мовами навчання — «С чего начинается Родина» (1987). Окремими виданнями в перекладі російською мовою з'явилися збірки у перекладі Ігора Мазніна «Лесные часы» (1974), «Кукушкины сапожки» (1981), «Рассвет» (1987); словацькою — «Зозулині чобітки» (1981); угорською — «Вівчарик» (1980); чеською — «Журавлику мій милий» (1977). Чимало творів С. Жупанина опубліковано в газетах, журналах, збірниках та книжках для дітей у перекладах на білоруську, молдавську, туркменську, таджицьку, казахську та ін. мови.
Його вірші та пісні знають у Канаді, Австралії, Бразилії, США.
У 2003 р. вийшов Навчальний посібник «Верховиночка. Література рідного краю» (в 3-х частинах, розміщених у 2-х книгах), де С. Жупанин зібрав і упорядкував фольклорні (народних співців, поетів-аматорів) та оригінальні твори письменників рідного краю (О. Духновича, М. Підгірянки, М. Томчанія, І. Чендея, Ю. Керекеша, Г. Малик та ін.), які народились і жили на Закарпатті. Посібник був виданий за рекомендацією Міністерства освіти і науки України.
Помер 7 січня 2005 року в Ужгороді. Похований на Доманинському кладовищі.

## Родина
Дружина — Терезія Михайлівна (до шлюбу Копинець; 16.08.1940-21.11.2010).
Діти: сини Павло, Юрій (лікар за професією) та донька Мирослава.

## Премії
- Премія Кабінету Міністрів України імені Лесі Українки за літературно-мистецькі твори для дітей та юнацтва (1994 р.) — за збірку казок, загадок, скоромовок «На високій полонині» (1993) і співаник для дітей «Закарпатські візерунки» (1993 р.).
- Закарпатська обласна літературна премія імені Федора Потушняка.
- Заслужений працівник народної освіти України (1995 р.)